# Шевелёв, Фирс Александрович
Фирс Александрович Шевелёв (1 [14] декабря 1912, Москва — 31 декабря 1998, Москва) — советский учёный в области гидравлики. Доктор технических наук (1954), профессор (1962), Заслуженный деятель науки и техники РСФСР (1972). Директор Академии коммунального хозяйства им. К. Д. Памфилова (1965—1984).

## Биография
Родился 1 (14) декабря 1912 года в Москве. В 1932 году окончил Московский областной коммунально-строительный техникум. В 1937 году с отличием окончил Московский инженерно-строительный институт по специальности «водоснабжение и канализация». После окончания института работал на стройке в Сибири. В 1938—1941 годах работал во Всесоюзном научно-исследовательском институте «ВОДГЕО». В 1940 году вступил в КПСС.
В 1941 году окончил Военно-инженерную академию. Участник Великой Отечественной войны, начальник инженерной службы 182-й танковой бригады, заместитель начальника оперативного отдела штаба 2-й гвардейской танковой армии. Находился в составе советской делегации при подписании акта о капитуляции Германии.
С 1946 по 1954 год вновь работал в «ВОДГЕО». Защитил кандидатскую и докторскую диссертации. В 1954—1957 годах работал в отделе строительства ЦК КПСС. С 1957 по 1964 год — ответственный работник Академии строительства и архитектуры СССР (АСиА), директор НИИ сантехники АСиА. Член Союза архитекторов СССР с 1960 года. Занимал должности Главного учёного секретаря президента АСиА, и. о. президента АСиА. В 1965—1984 годах — директор Академии коммунального хозяйства им. К. Д. Памфилова и одновременно — заместитель министра жилищно-коммунального хозяйства РСФСР.
Оказывал помощь в развитии жилищно-коммунального хозяйства города Орла.
Автор трудов в области инженерной гидравлики, в частности, гидравлики трубопроводов.
Избирался членом Тушинского райкома города Москвы.
Умер в Москве в 31 декабря 1998 года.

## Награды и звания
- Заслуженный деятель науки и техники РСФСР (1972)[3]
- Почётный гражданин города Орла (1972).